# Elaphrus angusticollis
Elaphrus angusticollis är en skalbaggsart som beskrevs av Sahlberg. Elaphrus angusticollis ingår i släktet Elaphrus och familjen jordlöpare. Arten har ej påträffats i Sverige. Inga underarter finns listade i Catalogue of Life.